# Megaperca pseudura
Megaperca pseudura är en plattmaskart. Megaperca pseudura ingår i släktet Megaperca och familjen Megaperidae. Inga underarter finns listade i Catalogue of Life.